# Phyllachora clibadii
Phyllachora clibadii är en svampart som beskrevs av Petr. 1950. Phyllachora clibadii ingår i släktet Phyllachora och familjen Phyllachoraceae.   Inga underarter finns listade i Catalogue of Life.